# Apostolicam actuositatem
Apostolicam actuositatem – dekret o apostolstwie świeckich uchwalony na soborze watykańskim II 18 listopada 1965.
Dekret dotyczy apostolstwa osób świeckich. Ojcowie soborowi szeroko omawiają w nim podstawy teologiczne powołania świeckich do apostolstwa. Określają cele, dziedziny i formy działalności apostolskiej. Piszą o miejscu apostolstwa ludzi świeckich w Kościele i o właściwym przygotowaniu ich do prowadzenia takiej działalności.

## Zawartość
- Wstęp
- Rozdział I: Powołanie świeckich do apostolstwa
- Rozdział II: Cele apostolstwa świeckich
- Rozdział III: Różne dziedziny apostolstwa
- Rozdział IV: Różne formy apostolstwa
- Rozdział V: Porządek działalności apostolskiej
- Rozdział VI: Przygotowanie do apostolstwa
- Wezwanie